# Baianópolis
Baianópolis es un municipio brasilero del estado de Bahía. Su población estimada en 2004 era de 11.336 habitantes